# Matteo Piredda
Matteo Piredda (Paulilatino, 23 agosto 1933) è un politico italiano.